# Демитра, Лукас
Лукас Демитра (словац. Lucas Demitra; род. 9 апреля 2003, Сент-Луис, Миссури) — словацко-американский футболист, играющий на позиции полузащитника. Ныне выступает за словацкий клуб «Тренчин».

## Карьера
Демитра родился в США, в центральном городе штата Миссури - Сент-Луисе, где в то время проживал его отец. Воспитанник футбольного клуба «Тренчин». С сезона 2020/2021 игрок основной команды клуба. 14 февраля 2021 года дебютировал в Фортуна-лиге в поединке против «ДАК 1904», выйдя в стартовом составе и отличившись уже на 29-й минуте. Спустя ровно месяц, 14 марта, в пятом матче за клуб, забил свой второй мяч, поразив ворота «Слована».

## Семья
Отец футболиста - известный в прошлом словацкий хоккеист, звезда НХЛ Павол Демитра, погибший вместе с командой «Локомотив» 7 сентября 2011 года при взлёте самолёта из ярославского аэропорта.